# Pseudobathylagus milleri
El esperlán cerveza-negra (Pseudobathylagus milleri) es un pez marino actinopterigio, la única del género monoespecífico Pseudobathylagus.

## Morfología
La longitud máxima descrita es de 21,6 cm. No tiene espinas en las aletas y presenta una aleta adiposa situada muy atrás en el pedúnculo caudal, relativamente grande y larga, así como aletas pectorales más pequeñas. El color del cuerpo entre negro y marrón oscuro.

## Distribución y hábitat
Es un pez marino batipelágico de aguas templadas que habita en un rango de profundidad entre 772 y 6.600 metros, Se distribuye por todo el norte del océano Pacífico, desde Japón al oeste y California al este hasta el mar de Bering al norte.
Es ovíparo, con huevos y larvas planctónicos.